# Rodillo Negro
El Rodillo Negro (rodet negre) és el nom amb què es coneixia la generació daurada de jugadors de futbol peruans que van representar l'Alianza Lima i la selecció peruana en esdeveniments nacionals i internacionals. El període associat amb aquesta generació engloba la dècada de 1930 i principis de la de 1940. Tècnicament, el concepte Rodillo Negro només fa referència als davanters de l'Alianza Lima (Teodoro Fernández i Alejandro Villanueva); no obstant, sovint s'ha identificat el conjunt dels jugadors, tant de l'equip com els qui s'hi afegien a la selecció nacional.
Tot i que no van aconseguir cap medalla als Jocs Olímpics de Berlín de 1936, a tots els jugadors se'ls va fer entrega d'una medalla amb la inscripció "A los futbolistas peruanos campeones olympicos 1936" (en català: "Als futbolistes peruans campions olímpics 1936"). Més tard, la selecció peruana aconseguiria proclamar-se campiona dels Jocs Bolivarians de 1938.